# La Florida, Altamirano
La Florida är en ort i Mexiko.   Den ligger i kommunen Altamirano och delstaten Chiapas, i den sydöstra delen av landet, 800 km öster om huvudstaden Mexico City. La Florida ligger 1 241 meter över havet och antalet invånare är 374.
Terrängen runt La Florida är kuperad. Runt La Florida är det ganska glesbefolkat, med 30 invånare per kvadratkilometer. Närmaste större samhälle är Morelia, 9,5 km norr om La Florida. I omgivningarna runt La Florida växer i huvudsak städsegrön lövskog.